# Gonomyia subaperta
Gonomyia subaperta är en tvåvingeart som beskrevs av Alexander 1957. Gonomyia subaperta ingår i släktet Gonomyia och familjen småharkrankar. Inga underarter finns listade i Catalogue of Life.